# Nikita Simonjan
Nikita Pavlovič Simonjan (in russo Никита Павлович Симонян?, in armeno Մկրտիչ Պողոսի Սիմոնյան?, Mkrtič Poġosi Simonyan; Armavir, 12 ottobre 1926) è un ex calciatore e allenatore di calcio sovietico, dal 1992 russo, di ruolo attaccante.

## Carriera

### Club
Ha cominciato la sua carriera con il Kryl'ja Sovetov Mosca: dopo la retrocessione del 1948, passò allo Spartak Mosca, in cui ha trascorso 10 stagioni.
Con lo Spartak ha vinto quattro campionato e due coppe sovietiche, conquistando per tre volte il titolo di capocannoniere.

### Nazionale
Conta 22 presenze e 12 reti con la Nazionale sovietica.
Esordì l'8 settembre 1954 nell'amichevole contro la Svezia, in cui mise a segno una doppietta. Con la nazionale vinse l'oro ai Giochi olimpici di Melbourne

### Allenatore
Smessi i panni del calciatore, divenne immediatamente allenatore dello stesso Spartak Mosca che guidò in due periodi: dal 1960 al 1965 e dal 1967 al 1972; arricchì così la sua bacheca con altri due campionati sovietici, oltre e a tre coppe sovietiche.
Passato all'Ararat, nel 1973 conquistò l'accoppiata Coppa - Campionato. Tra il 1977 e il 1979 fu alla guida della nazionale sovietica; in seguito allenò nuovamente l'Ararat e il Čornomorec'.
Nel 1988, in seguito a problemi cardiaci del CT sovietico Valerij Lobanovs'kyj, Simonjan è richiamato sulla panchina della Nazionale sovietica in sua sostituzione: guida l'URSS nel solo match del 23 marzo 1988, un'amichevole giocata contro la Grecia e vinta 4-0 grazie a tre reti di Oleh Protasov e un gol di Hennadij Lytovčenko, prima di essere rimpiazzato con Jurij Morozov.

## Palmarès

### Calciatore

#### Club
- Vysšaja Liga: 4

Spartak Mosca: 1952, 1953, 1956, 1958
- Kubok SSSR: 2

Spartak Mosca: 1950, 1958

#### Nazionale
- Oro olimpico: 1

Melbourne 1956

#### Individuale
- Capocannoniere della Vysšaja Liga: 3

1949 (26 gol), 1950 (34 gol), 1953 (11 gol)

### Allenatore
- Vysšaja Liga: 3

Spartak Mosca: 1962, 1969
Ararat Yerevan: 1973
- Kubok SSSR: 4

Spartak Mosca: 1963, 1965, 1971
Ararat Yerevan: 1973